# Luật trừng phạt thân thể

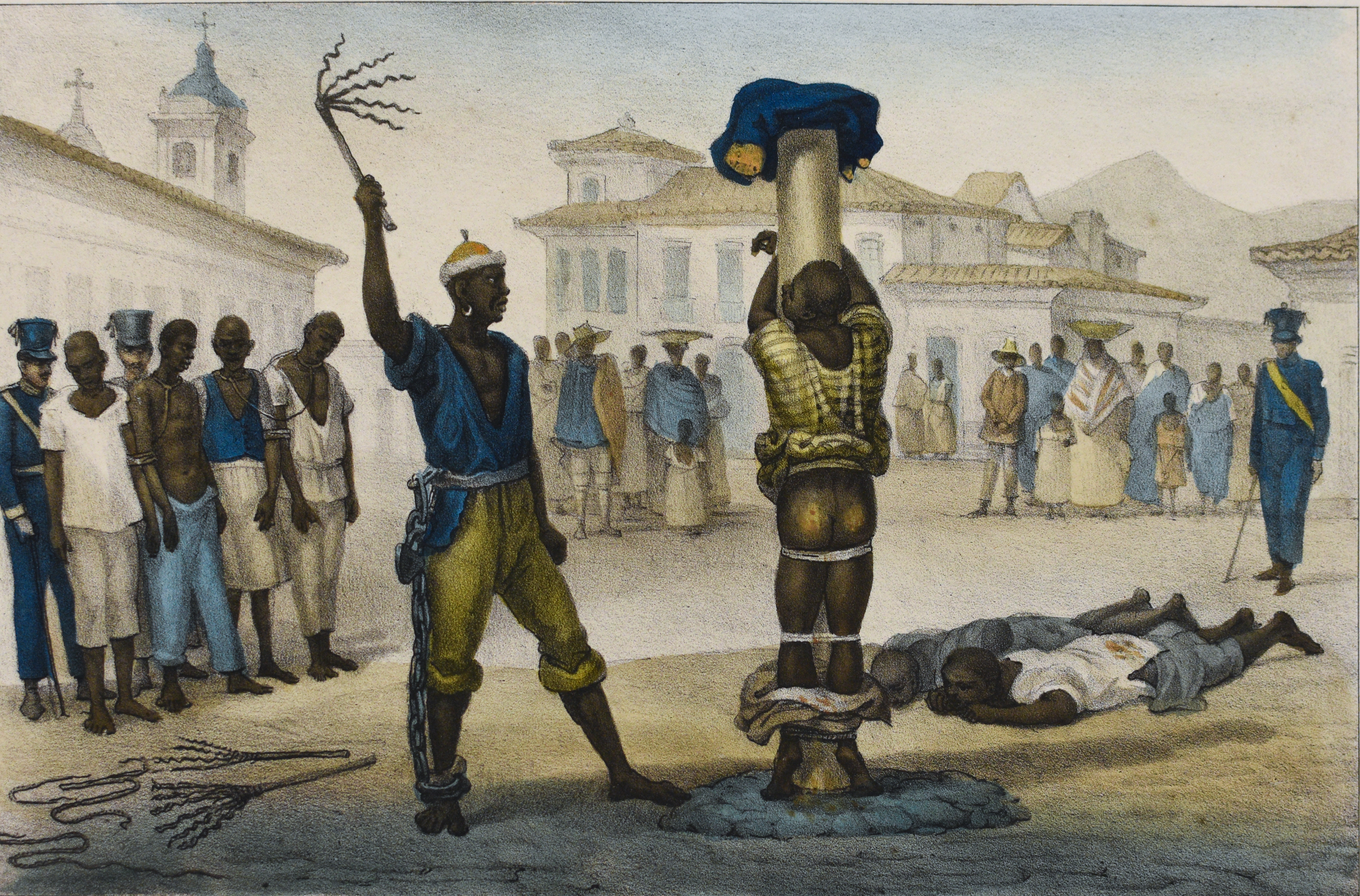
Việc thi hành hình phạt bằng đòn roi của Jean-Baptiste Debret

Luật trừng phạt thể xác là những hình phạt trên thân thể con người được kết án bởi một phiên tòa mang tính hợp pháp.
Hình phạt có thể là roi mây, roi bạch đàn, roi da... lên các bộ phận như lòng bàn chân, mông, lưng...
Nó đã từng được áp dụng ở hầu hết các nước, nhưng hiện nay hầu hết đã bị bãi bỏ. Tuy vậy đến nay vẫn còn một số nước áp dụng nó như 1 phương cách được chấp nhận để trừng phạt, răn đe.
Hình phạt lên thể xác hiện nay phổ biến tại UAE, Ả Rập Xê Út,  Afghanistan, Singapore, Malaysia, Tanzania.

## Các nước áp dụng hình phạt
Hình phạt bằng roi của chính quyền Singapore trở thành đề tài được tranh cãi trên toàn thế giới khi năm 1994 một thanh thiếu niên người Mỹ tên Michael P. Fay bị phạt 6 roi vì tội phá hoại công trình văn hóa. Kể từ đó, số người chịu hình phạt bằng đánh roi tăng lên gấp đôi tại Singapore.
Những thuộc địa cũ của Anh cũng đưa hình phạt bằng roi vào sách luật như Barbados, Botswana, Brunei, Swaziland, Tonga, Trinidad & Tobago, và Zimbabwe..
Phần lớn các nước Hồi giáo cũng sử dụng các hình phạt lên thể xác Các Tiểu Vương quốc Ả Rập Thống nhất, Qatar, Ả Rập Xê Út, Iran, Bắc Nigeria, Sudan và Yemen. Hình phạt được áp dụng cho nhiều tội, tại Indonesia (tỉnh Aceh) nó được sử dụng lần đầu tiên.